# Ковентрі (Нью-Йорк)
Ковентрі (англ. Coventry) — місто (англ. town) в США, в окрузі Ченанго штату Нью-Йорк. Населення — 1516 осіб (2020).

## Демографія
Згідно з переписом 2010 року, у місті мешкало 1655 осіб у 624 домогосподарствах у складі 455 родин. Було 790 помешкань
Расовий склад населення:
| - 96,4 % — білих - 0,8 % — корінних американців - 0,8 % — азіатів - 0,2 % — чорних або афроамериканців - 0,1 % — вихідців з тихоокеанських островів |

До двох чи більше рас належало 1,6 %. Частка іспаномовних становила 1,7 % від усіх жителів.
За віковим діапазоном населення розподілялося таким чином: 22,2 % — особи молодші 18 років, 63,7 % — особи у віці 18—64 років, 14,1 % — особи у віці 65 років та старші. Медіана віку мешканця становила 43,3 року. На 100 осіб жіночої статі у місті припадало 106,6 чоловіків;  на 100 жінок у віці від 18 років та старших — 105,8 чоловіків також старших 18 років.
Середній дохід на одне домашнє господарство  становив 58 950 доларів США (медіана — 45 417), а середній дохід на одну сім'ю — 67 093 долари (медіана — 60 074). Медіана доходів становила 42 414 долари для чоловіків та 38 693 долари для жінок. За межею бідності перебувало 12,9 % осіб, у тому числі 9,0 % дітей у віці до 18 років та 6,8 % осіб у віці 65 років та старших.
Цивільне працевлаштоване населення становило 678 осіб. Основні галузі зайнятості: освіта, охорона здоров'я та соціальна допомога — 36,3 %, виробництво — 15,0 %, мистецтво, розваги та відпочинок — 6,3 %, роздрібна торгівля — 6,2 %.